# 第9軍 (ドイツ軍)
第9軍（だい9ぐん、独：9. Armee）は、第二次世界大戦時のドイツ国防軍陸軍の部隊である。

## 1940年
第二次世界大戦勃発後、部隊はジークフリート線に駐屯、戦略的予備とされてほとんど戦闘を経験しなかった。

## 1941年
1941年までに軍は強化され、バルバロッサ作戦のために東部戦線・中央軍集団へ配属された。作戦発動後、ビアウィストクで行われた包囲で第4軍が北部、第9軍が南部を担当し、スモレンスクでも包囲作戦を行い、進撃を続けた。しかし、ソビエト赤軍を包囲することに成功しても、部隊が足りず、多くのソビエト赤軍部隊が包囲網から退却した。このため、ナチス・ドイツ総統アドルフ・ヒトラーは戦略を変更、ソ連に経済的損失を与えるため、中央軍集団の装甲軍を引き抜き、南北に展開させた。そのため、ヒトラーがモスクワ攻撃を決意する1941年7月後半から10月まで第9軍は停止したままであった。
第9軍はモスクワ近郊まで進撃したが、モスクワ前面には第1線がヴャジマ前面に全長250キロ、第2線がモジャイスクとそれぞれ堅固な防衛線が築かれていた。第9軍は第3装甲集団、第4装甲集団と共同でヴャジマ防衛線の北側面外から攻撃、ヴャジマのソビエト赤軍を包囲した。これは第9軍によって行われた最後の包囲戦であった。
第9軍は第2、第3、第4装甲集団、第4軍がモスクワ攻撃を行っている間、北側面に陣取っていた。しかしロシアの冬の前に補給状態が悪化し、なおかつソビエト赤軍の強硬な抵抗の前に、攻撃は失敗に終わった。これにより、ドイツ軍は多大な犠牲者を出し、第9軍の部隊の大半がその再編成にまわされた。

## 1942年
1942年に入り、ドイツ軍は東部戦線南部での攻撃を強化、第9軍は相変わらず、モスクワ方面で防御を担当した。のちに戦況が南部で変化、ソビエト赤軍は火星作戦（中央軍集団に対する大規模反攻作戦）を発動した。中央軍集団は多大な犠牲者を出しながらソビエト赤軍の攻撃を退けた。

## 1943年
1943年7月、第9軍は戦車600両、将兵335,000名を要するドイツ軍最大の軍に変化を遂げていた。そのころ、押され気味であったドイツ軍は、クルスクにおいてソビエト赤軍の1/6が配備されたクルスク突出部を両側から挟み撃ちにし、これを撃破して東部戦線で勢いを取り戻そうとした（クルスクの戦い）。
第9軍は第2装甲軍と北側の先方を勤めることになったが、ソビエト赤軍は北から激しい攻撃があると考えており、第9軍の進攻予定地に大規模な防御陣地を築いていた。第9軍は強化されたソビエト赤軍防衛線のためにクルスク方向へ進撃するための重要地点、ポヌイリ駅を占領できずにいた。ポヌイリでの激戦後、ソビエト赤軍が第9軍を包囲しようとしたため、第9軍は後退した。
第9軍は1943年の残りを後退するために費やした。

## 1944年
1944年、第9軍は消耗しており、多少の人員の補充を受けて、1944年前半、ボブルイスクの防衛を担当した。
1944年夏、ソビエト赤軍は東部戦線でドイツ中央軍集団への大攻勢、バグラチオン作戦を発動した。このため、第9軍は捕虜となった65,000名を含む80,000名を失い、戦力の40%が奪われた。そのため、イタリア戦線から引き抜いた部隊を新たに加え、1944年、秋冬に行われたワルシャワ防衛戦を戦った。

## 1945年
1945年1月12日、ソビエト赤軍はドイツ領域へ進撃、第9軍は防衛戦を行いながらオーデル川西岸まで後退した。そこで第9軍は防衛線を三段階に分け、ベルリン方面最後の防衛地、ゼーロウ高地の防衛を試み、北部に第101軍団、中央にヘルムート・ヴァイトリングの第56装甲軍団、南部の高台に第11SS装甲軍団を配置していた。また、フランクフルト防衛を第5SS軍団とフランクフルト守備隊が担当していた。将兵100,000名、戦車・突撃砲800両の第9軍は、将兵1,000,000名以上、戦車・自走砲10,000両のソビエト赤軍と対決することとなった。
1945年4月16日、ソビエト赤軍第1白ロシア方面軍（司令官ゲオルギー・ジューコフ）がオーデル川を渡り、ここにゼーロウ高地の戦いが開始された。第9軍は3日間、戦線を維持したが、激戦が続いたため、中央部の防衛を担う第56装甲軍団は後退せざるを得なくなった。北部では第1白ロシア方面軍によって形成された突出部へ第101軍団の大部分の師団とシュタイナー分遣隊が反撃していたが、ヒトラーの勝利への幻想のためにそこへ第56装甲軍団を加えて攻撃するよう、命令された。しかし、第56装甲軍団は後退、ベルリンに追い込まれた。そしてヴァイトリングはベルリン防衛軍の司令官に任命された。テオドーア・ブッセと第9軍の残存兵はゼーロウ高地からフランクフルトの西、ゼーロウ高地の南にあるシュプレーの森で包囲された。
フランクフルトの西で包囲された第9軍は第12軍と合流するために西への退却を行うことになる。その脱出劇は後世、ハルベの戦いと呼ばれ、第9軍は多大な犠牲を被ることになった。第12軍と合流できた第9軍の残存将兵は、エルベ川を渡り、アメリカ軍に降伏した。

## 司令官
| 着任          | 離任          | 階級（当時） | 氏名                               |
| ------------- | ------------- | ------------ | ---------------------------------- |
| 1940年5月15日 | 1940年5月29日 | 上級大将     | ヨハネス・ブラスコヴィッツ         |
| 1940年5月30日 | 1942年1月14日 | 上級大将     | アドルフ・シュトラウス             |
| 1942年1月15日 | 1943年11月3日 | 装甲兵大将   | ヴァルター・モーデル               |
| 1943年11月4日 | 1944年5月19日 | 上級大将     | ヨーゼフ・ハルペ                   |
| 1944年5月20日 | 1944年6月26日 | 歩兵大将     | ハンス・ヨルダン                   |
| 1944年6月27日 | 1944年8月31日 | 装甲兵大将   | ニコラウス・フォン・フォルマン     |
| 1944年9月1日  | 1945年1月19日 | 装甲兵大将   | スミロ・フォン・リュトヴィッツ男爵 |
| 1945年1月20日 | 1945年5月2日  | 歩兵大将     | テオドーア・ブッセ                 |